# 벚꽃, 피었습니다
벚꽃, 피었습니다는 SORAHANE의 2012년 작 에로게다. 제작진은 지난 번의 아쿠아처럼 동일하다.